# F1 (film)
F1 – amerykański dramat sportowy w reżyserii Josepha Kosinskiego, na podstawie scenariusza Ehra Krugera.

## Fabuła
W latach 90. XX wieku Sonny Hayes był odnoszącym sukcesy kierowcą wyścigowym Formuły 1, jednak wypadek zakończył jego zawodową karierę. Wszystko zmienia się, gdy kontaktuje się z nim szef zespołu Formuły 1 APXGP, który do tej pory nie zdobył jeszcze punktów w żadnym wyścigu, ale zakontraktował obiecującego debiutanta Joshuę Pearce’a. Hayes decyduje się wrócić jako jego mentor.

## Obsada
- Brad Pitt jako Sonny Hayes
- Damson Idris jako Joshua „Noah” Pearce
- Kerry Condon jako Kate
- Tobias Menzies jako Banning
- Kim Bodnia jako Kaspar
- Javier Bardem jako Ruben Cervantes
- Shea Whigham jako Chip Hart
- Joseph Balderrama jako Rico Fazio
- Sarah Niles jako Bernadette
- Samson Kayo jako Cashman
- Callie Cooke jako Jodie
- Will Merrick jako Nickleby

## Produkcja
W 2013 roku reżyser Joseph Kosinski i aktor Brad Pitt podjęli nieudaną próbę realizacji filmu wyścigowego Go Like Hell dla wytwórni 20th Century Fox. Projekt filmowy, który miał opowiadać o rywalizacji między Fordem a Ferrari podczas 24-godzinnego wyścigu Le Mans w 1966 roku, został ostatecznie zrealizowany w 2019 roku z Mattem Damonem i Christianem Bale'em w rolach głównych.
Kilka lat później Kosinski podczas pracy nad filmem Top Gun: Maverick poznał za pośrednictwem Toma Cruise’a mistrza świata Formuły 1 Lewisa Hamiltona. Wyszedł wówczas z pomysłem realizacji projektu opowiadającego o Formule 1. Zorganizowali spotkanie z producentem Jerrym Bruckheimerem, który zainteresował się pomysłem. Jesienią 2021 roku zaangażowano Ehrena Krugera jako scenarzystę, a Brada Pitta obsadzono w roli głównej.
Na początku 2022 roku ostateczna wersja scenariusza została zaoferowana do sprzedaży studiom filmowym. Ostatecznie rywalizację o prawa do ekranizacji wygrało Apple, płacąc za nie od 130 do 140 milionów dolarów i pokonując takich konkurentów jak: Paramount, MGM, Sony, Universal, Netflix i Amazon.
Częścią umowy były kwestie finansowe, które zapewniały uczestnikom nie tylko ustalone wynagrodzenie, ale także udział w zyskach z przychodów filmu oraz rekompensatę za potencjalne straty związane z premierą bezpośrednio na platformie streamingowej. Brad Pitt i jego firma produkcyjna Plan B Entertainment mieli otrzymać od 40 do 50 milionów dolarów za realizację tego projektu.

### Zdjęcia
Zdjęcia do filmu rozpoczęły się na początku lipca 2023 roku. Podobnie jak w przypadku Top Gun: Maverick, w dużej mierze ograniczono wykorzystanie CGI, stawiając na autentyczne ujęcia wyścigów Formuły 1. Zdjęcia realizowano podczas każdego wyścigu w sezonie 2023, począwszy od Grand Prix Wielkiej Brytanii. W tym celu stworzono „jedenasty” zespół wyścigowy APXGP, który otrzymał własny garaż i kilka dwudziestominutowych sesji na torze w trakcie weekendów wyścigowych.
Podczas tych sesji produkcja korzystała z bolidów Formuły 2, zaprojektowanych przez Mercedesa tak, by przypominały samochody F1, a zdjęcia realizowano bez przeciwników na torze. Pojazdy były prowadzone zarówno przez profesjonalnych kierowców, jak i przez głównych aktorów – Brada Pitta i Damsona Idrisa. Obaj odbyli trzymiesięczne szkolenie, które przygotowało ich do jazdy różnymi samochodami wyścigowymi. Reżyser Joseph Kosinski wykorzystał ujęcia z kamer torowych oraz nagrania z kokpitu bolidów. Aby to umożliwić, Sony opracowało specjalne, mniejsze i lżejsze kamery, które minimalnie wpływały na osiągi samochodów.
Pod koniec lipca 2023 roku, po drugim wyścigu na torze Hungaroring na Węgrzech produkcja została wstrzymana w geście solidarności ze strajkiem związku zawodowego SAG-AFTRA. Zaplanowane ujęcia zostały ukończone, ale wyścigi, począwszy od Grand Prix Belgii, zostały usunięte z harmonogramu zdjęć. Kosinski wykorzystał tę przymusową przerwę do nagrania materiałów ze zawodowymi kierowcami podczas pozostałych wyścigów mistrzostw. Po zakończeniu strajku w styczniu 2024 roku nakręcono zdjęcia podczas 24-godzinnego wyścigu Daytona, a w lipcu tego samego roku produkcja powróciła do Mistrzostw Świata Formuły 1, które zakończyły się podczas Grand Prix Abu Dhabi w grudniu 2024 roku.

## Kontynuacja
W związku z finansowym sukcesem filmu, Apple TV+ wkrótce zaczęło rozważać stworzenie kontynuacji. Według doniesień, na początku lipca 2025 prowadzono już wstępne rozmowy na temat ewentualnego sequela.